# Ipomoea coscinosperma
Ipomoea coscinosperma är en vindeväxtart som beskrevs av Ferdinand von Hochstetter och Jacques Denys Denis Choisy. Ipomoea coscinosperma ingår i släktet praktvindor, och familjen vindeväxter. Inga underarter finns listade i Catalogue of Life.